# 고강준
고강준(1991년 11월 10일 ~ )은 대한민국의 축구 선수이며 포지션은 미드필더이다. 개명 이전의 이름은 고대서이다.